# 朝日ソノラマ
株式会社朝日ソノラマ（あさひソノラマ）は、かつて存在した日本の出版社。朝日新聞社の全額出資子会社であった。2007年（平成19年）9月30日をもって営業停止し解散した。
「ソノラマ」とはラテン語で「音」を意味する "sonus" と、ギリシャ語で「見もの」を意味する "horama" を合わせた造語である。かつて販売していた「ソノシート」の商標権を取得していた。

## 歴史
1959年（昭和34年）9月9日に朝日新聞社の関連会社朝日ソノプレスとして創業。フランス・ソノプレス社と提携していた。
1964年（昭和39年）、マンガ・ソノシートを発売。子供たちはマンガブックを見ながらソノシートに収録されたドラマを聴き主題歌を覚えた。
さらに1966年（昭和41年）、日本初の「音の出る雑誌」として『月刊 朝日ソノラマ』を創刊し、雑誌と同名に社名変更。ニューメディアとして注目される。ニュース記事など様々トピックに現場でのインタビューなどを録音したり、あるいは音楽などを収録したソノシートを雑誌の付録としていた。また、雑誌や漫画単行本、文庫の出版も手がけていた。
ソノシートは音質はビニール盤に劣るものの、廉価で薄く曲げても壊れにくく長時間再生が可能なため、高価なLP盤に手を出せない客層に歓迎され、競合するレコード会社や出版社も相次いでソノシート事業に参入した。
しかし『月刊 朝日ソノラマ』は総花的な内容のためか売り上げが低迷したことから、『月刊 朝日ソノラマ』の内容を報道・ドキュメンタリーのラジオ番組からの音源など音楽以外を中心にする一方、別途音楽や児童向けの分野にも進出した。中でも児童向けは『鉄腕アトム』をはじめとするテレビ番組主題歌のヒットを契機に最も多く発行された。テレビアニメ・漫画・特撮・テレビドラマなどを中心に、主題歌や物語のダイジェスト、または放送素材を収録し、ジャケットの中身は絵本・漫画などを掲載した。読者である子供に買い与えやすい価格であったため数多く出回るようになり、これに競合レコード会社や出版社が便乗して一斉に児童向け絵本ソノシートを発売した。
1960年代には子供向け番組の主題歌の多くは、音楽出版社からレコード会社などへ音源が貸し出されるケースが多かった。新番組が始まると、朝日ソノラマやその競合メーカーは同じ音源を収録したレコードやソノシートを一斉に発売していた。朝日ソノラマでは東映と協力体制をとり、『悪魔くん』や『タイガーマスク』、『仮面ライダー』などの主題歌制作を担った。また、朝日ソノラマは通常のビニール盤レコード『アサヒソノラマレコード』を発売していた時期もあった。
しかし1970年代に入ると、通常のビニール盤レコードの普及が進んだために再び売り上げが伸び悩み、同業者の撤退や倒産が相次いだ。朝日ソノラマは音質を上げるため、ソノシートの盤質をやや硬くし、紙レーベルを付けた『パンチシート』と呼ばれるステレオ仕様のレコードで、アニメや特撮の絵本レコードを生産するようになった。その後は1980年代後半頃を境に、絵本レコード事業からは完全撤退し出版がメインとなった。そのうち「ソノラマ文庫」はジュブナイルSFを中心に清水義範、菊地秀行ら後の流行作家をデビューさせるなど多くの成果を生み、雑誌『宇宙船』は国産特撮映像マニアの牙城として今日まで他社復刊で継続されるなど、個性的な足跡を残している。
2007年（平成19年）6月21日に同年9月30日をもって廃業・会社清算することを発表。既存の出版物の諸権利等は朝日新聞社出版本部が引き継ぎ、「SONORAMA」「朝日ソノラマ」の商標権も朝日新聞社が継承することとし、事実上の吸収合併となった。
翌2008年（平成20年）4月1日、朝日新聞社は出版本部を朝日新聞出版として分社化し、これが実質的な後継企業となった。

## 沿革
- 1959年（昭和34年）9月9日 - 朝日ソノプレスとして創業[1]
- 1966年（昭和41年）
  - ソノシートと印刷物を組み合わせた音の出る雑誌『月刊 朝日ソノラマ』を創刊[1]。
  - 12月 - 雑誌名に合わせて朝日ソノラマへ社名変更。
- 1973年（昭和48年）12月 - 『月刊 朝日ソノラマ』を休刊（事実上の廃刊）。
- 1975年（昭和50年） - ソノラマ文庫を発刊。
- 1976年（昭和51年）8月 - 漫画雑誌『マンガ少年』を発行。
- 2007年（平成19年）9月30日 - 廃業・会社清算、既刊の書籍・雑誌は朝日新聞社出版本部が継承[1]。
- 2008年（平成20年）4月 - 朝日新聞出版設立。以後、朝日ソノラマから継承した刊行物も同社から出版される。

## 発行雑誌
- マンガ少年 - 月刊漫画雑誌
- DUO - 月刊漫画雑誌
- ハロウィン - 月刊漫画雑誌
- ChakiChaki - 月刊漫画雑誌
- ほんとにあった怖い話 - 漫画雑誌
- ほんとにあった笑っちゃう話 - 漫画雑誌。会社清算後に休刊。
- ネムキ - 漫画雑誌。
- 夢幻館 - 季刊漫画雑誌
- 季刊カメラレビュー - 写真誌
- クラシックカメラ専科 - 写真誌
- ファンタスティックコレクション - NO,3までファンタスティックTVコレクションと表記。1977年（昭和52年）より発行。毎号一つの作品、一つのテーマで掘り下げた特集記事と、作品公開当時の資料などを網羅した不定期刊行物で、今にいたるマニア向けムック本の先駆けとなる内容。
- 宇宙船 - SF特撮誌 2005年7月号で休刊。2007年（平成19年）にホビージャパンが編集権を継承し、2008年（平成20年）に復刊。
- 獅子王 - SF・ファンタジー小説誌。1985年初夏号から1992年5月号まで、計74回出版。創刊当初は季刊。
- グリフォン（GRIFFON） - SF・ファンタジー小説季刊雑誌。1992年11月号から1994年5月号まで、計7回出版。小説では梶尾真治や笹本祐一、菊地秀行等が、漫画ではあさりよしとお、星野之宣等が連載していた。1994年春号を以って「再スタートは本年秋を予定しています」という言葉を最後に姿を消し、実質廃刊になったものと推測される。
- ソノラマMOOK ヒーローヴィジョン - 特撮系芸能誌。vol.27から29は朝日新聞社、30からは東京ニュース通信社に発売元を変更。
- ソノラマMOOK GOOD★COME〈グッカム〉 - 若手男性俳優中心の芸能誌。Vol.2からは主婦の友社より発売。さらにVol.5からは東京ニュース通信社に発売元を変更。

## 著名な刊行物
- サンヤングシリーズ（都筑道夫著『妖怪紳士』、小林信彦著『オヨヨ島の冒険』、井上ひさし著『ブンとフン』、平井和正著『超革命的中学生集団』、辻真先著『仮題・中学殺人事件』など）
- 少年少女名探偵金田一耕助シリーズ（横溝正史著『獄門島』、『八つ墓村』など）
- 少年少女世界恐怖小説シリーズ（ブラム・ストーカー著『吸血鬼ドラキュラ』、H・G・ウェルズ著『透明人間』など）
- 『自民党戦国史―権力の研究―』（伊藤昌哉著、1982年（昭和57年）8月発行）
- 『新・自民党戦国史』（伊藤昌哉著、1983年（昭和58年）9月発行）

## レーベル一覧

### 小説
- ソノラマ文庫
- 航空戦史シリーズ
- 新戦史シリーズ
- スパイ戦史シリーズ
- 新装版戦記文庫

### コミック
- Izumi Takemoto dashinaoshi
- サンコミックス
- サンワイドコミックス
- サンコミックス　ストロベリーシリーズ
- DUOセレクション
- ソノラマコミック文庫
- 眠れぬ夜の奇妙な話コミックス
- ハロウィンコミックス
- ハロウィン少女コミック館
- ほんとにあった怖い話コミックス

### ゲームブック
- ハローチャレンジャーブックシリーズ
- スターチャレンジシリーズ